# Елведрич
Елведрич (от немски: Elwedritsch) е митично същество, криптид от фолклора на германските народи. То представлява подобно на пиле същество със странно лице и гърди, подобни на човешките.
В научните среди не може да бъде дадено точно обяснение на този феномен и елведрич бива считано само за същество от митовете и легендите. Криптозоолозите обаче са на мнение, че това е някакъв хибрид или прароднина на птиците.